# Debod
Chrám Debod (španělsky Templo de Debod) je starověký egyptský chrám, který byl rozebrán a znovu sestaven ve španělském Madridu.
Chrám byl původně postaven 15 km jižně od Asuánu v jižním Egyptě, poblíž prvního nilského kataraktu a nedaleko od významného náboženského centra zasvěceného Eset, chrámu Philae. Stavba začala na počátku 2. století př. n. l., když Adikhalamani, kušitský král Meroe, nechal vybudovat malou svatyni zasvěcenou bohu Amonovi. Později, během vlády Ptolemaia VI., Ptolemaia VIII. a Ptolemaia XII., králů z ptolemaiovské dynastie, byla svatyně rozšířena do všech čtyř stran do podoby malého chrámu a ten byl zasvěcen Eset z Philae. Římští císaři Augustus a Tiberius dokončili výzdobu chrámu.
Od místa původního přístaviště směřuje ke chrámu dlouhá procesní cesta, která vede ke kamenné zdi ohrazující chrám, skrze tři kamenné pylony s bránami a končí v chrámu samotném. Chrámová předsíň měla původně čtyři sloupy se složenými hlavicemi, ty se však roku 1868 zřítily a dnes jsou ztraceny. Za předsíní se nachází původní Amonova svatyně, místnost s obětním stolem a dále svatyně s četnými postranními místnostmi a se schody na střechu.
V roce 1960 započala stavba Vysoké Asuánské přehrady a hrozilo, že jejími vodami bude zaplaveno mnoho památek a archeologických nalezišť v údolí Nilu. UNESCO proto vyhlásilo mezinárodní operaci na záchranu tohoto hodnotného historického dědictví. Egyptský stát roku 1968 věnoval chrám Debod Španělsku, jako symbol díku za španělskou pomoc při záchraně chrámů v Abu Simbelu.
Chrám byl poté znovu sestaven v jednom z madridských parků, Parque del Oeste, poblíž Královského paláce. Veřejnosti byl chrám otevřen roku 1972. Znovu složené brány se jeví, jako že byly umístěny v jiném pořadí, než jak byly původně postaveny. Při porovnání dnešního chrámu s fotografií původního místa lze zjistit, že brána, na jejímž vrcholu se nachází slunce ověnčené hady, nebyla nejblíže vlastnímu chrámu, jak je tomu dnes. Chrám představuje jednu z mála ukázek starověké egyptské architektury, kterou lze spatřit mimo Egypt a jedinou svého druhu ve Španělsku.

## Galerie

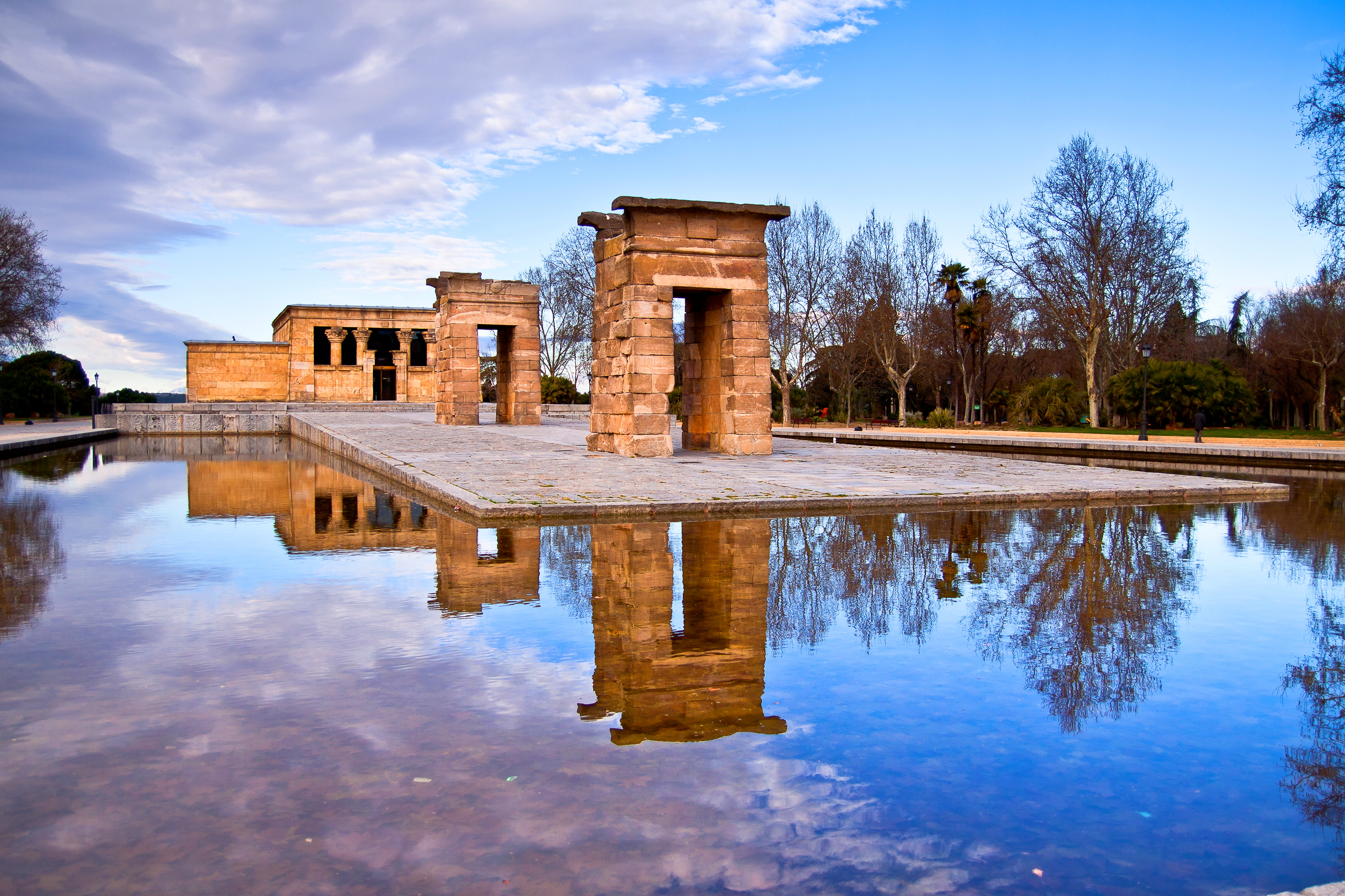
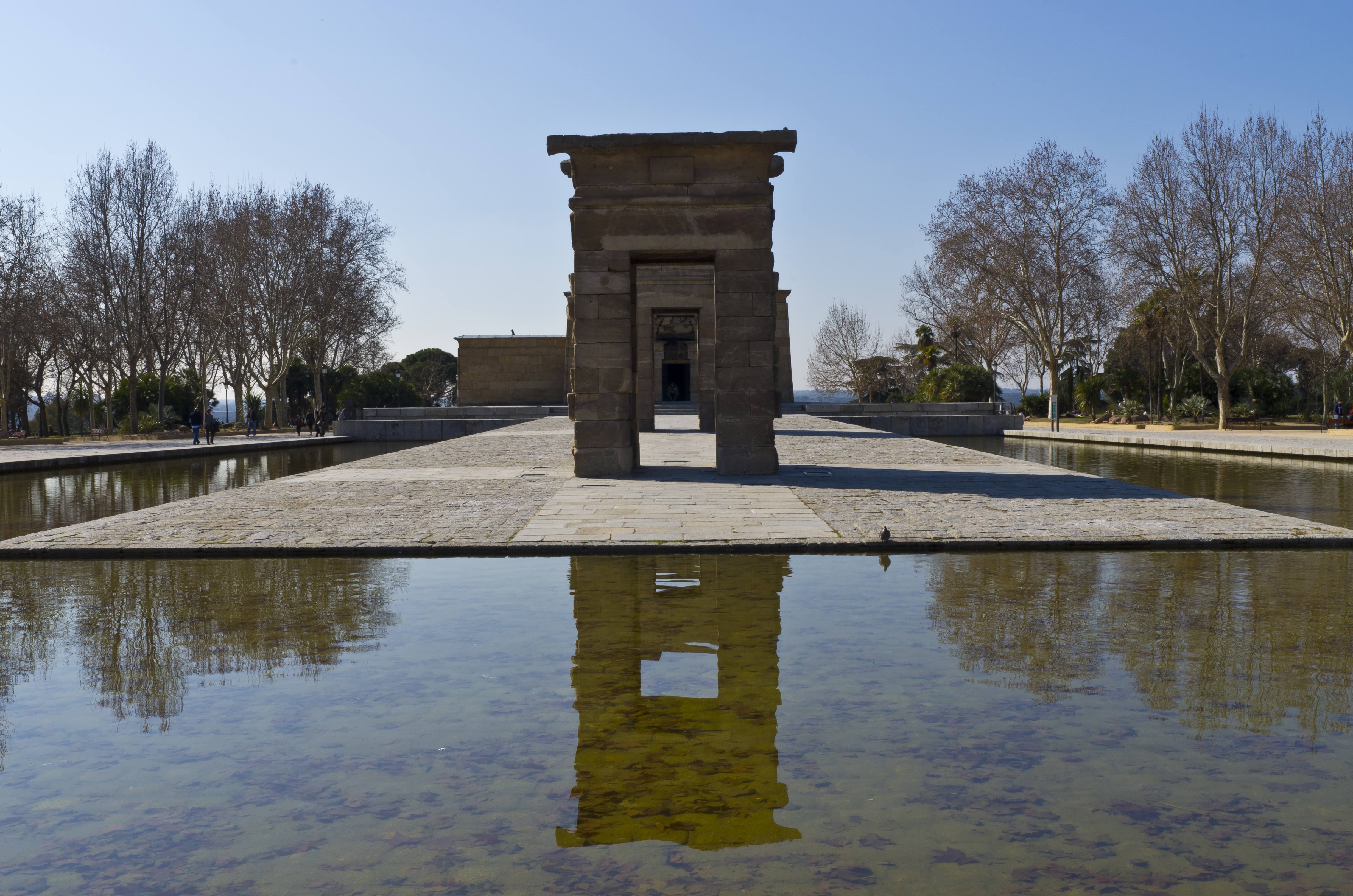
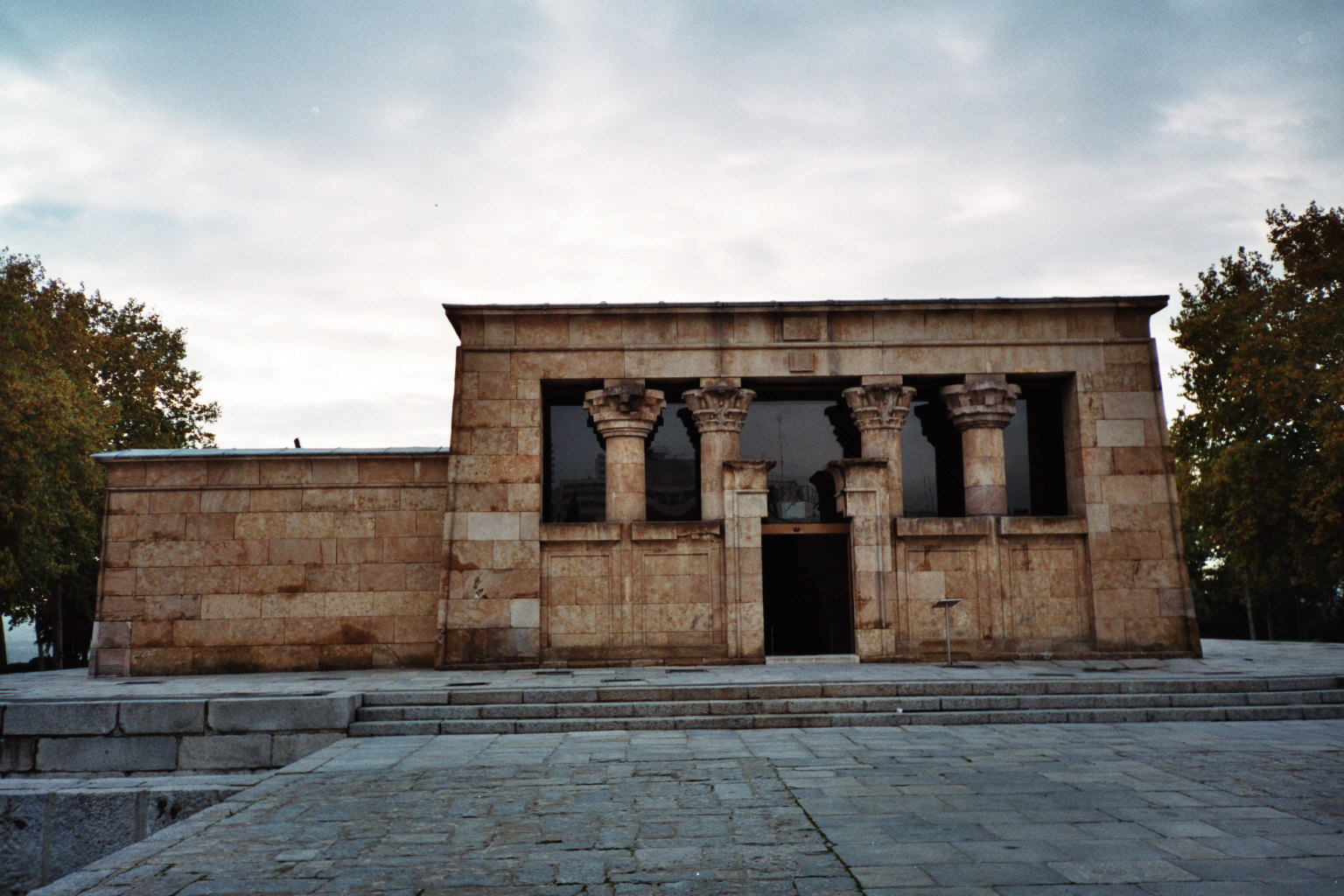
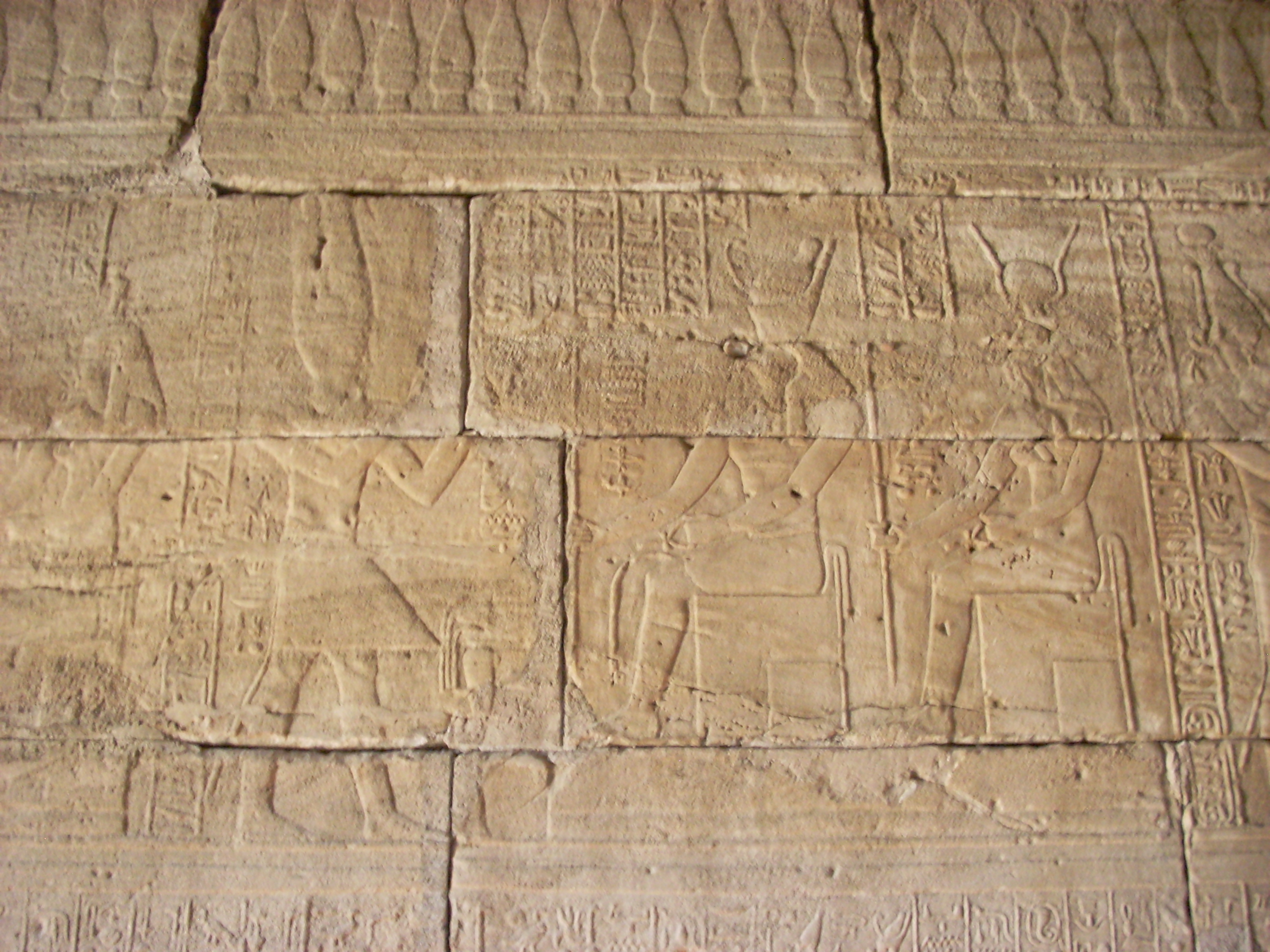
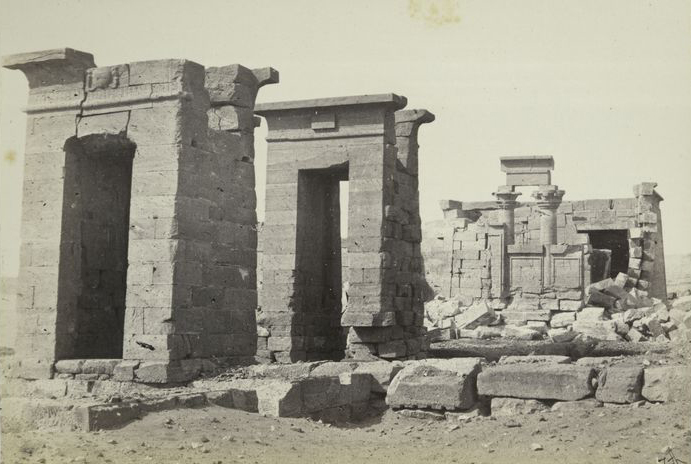
Chrám před přesunem do Španělska
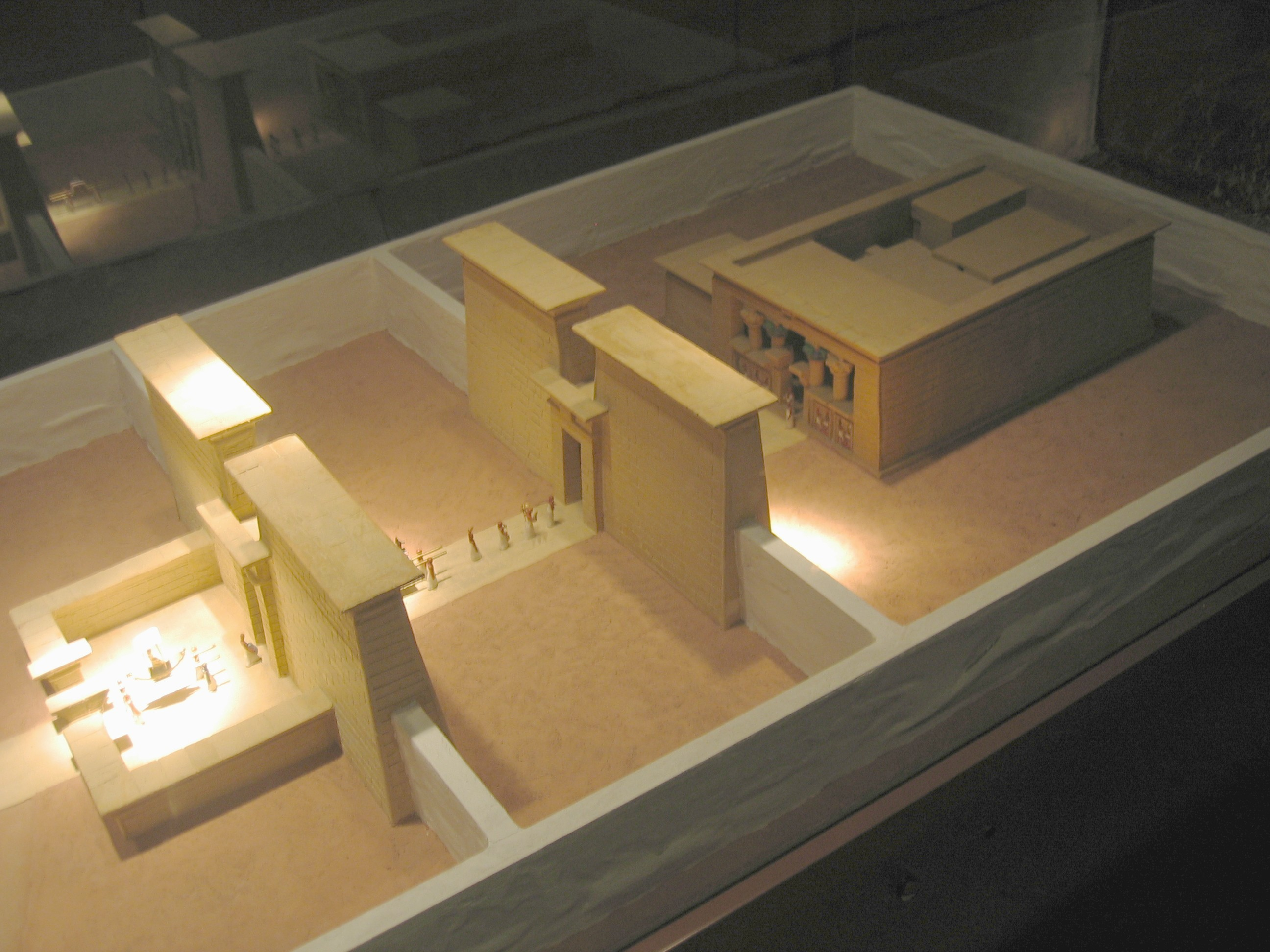
Model chrámu